# Polskie Radio Gdańsk

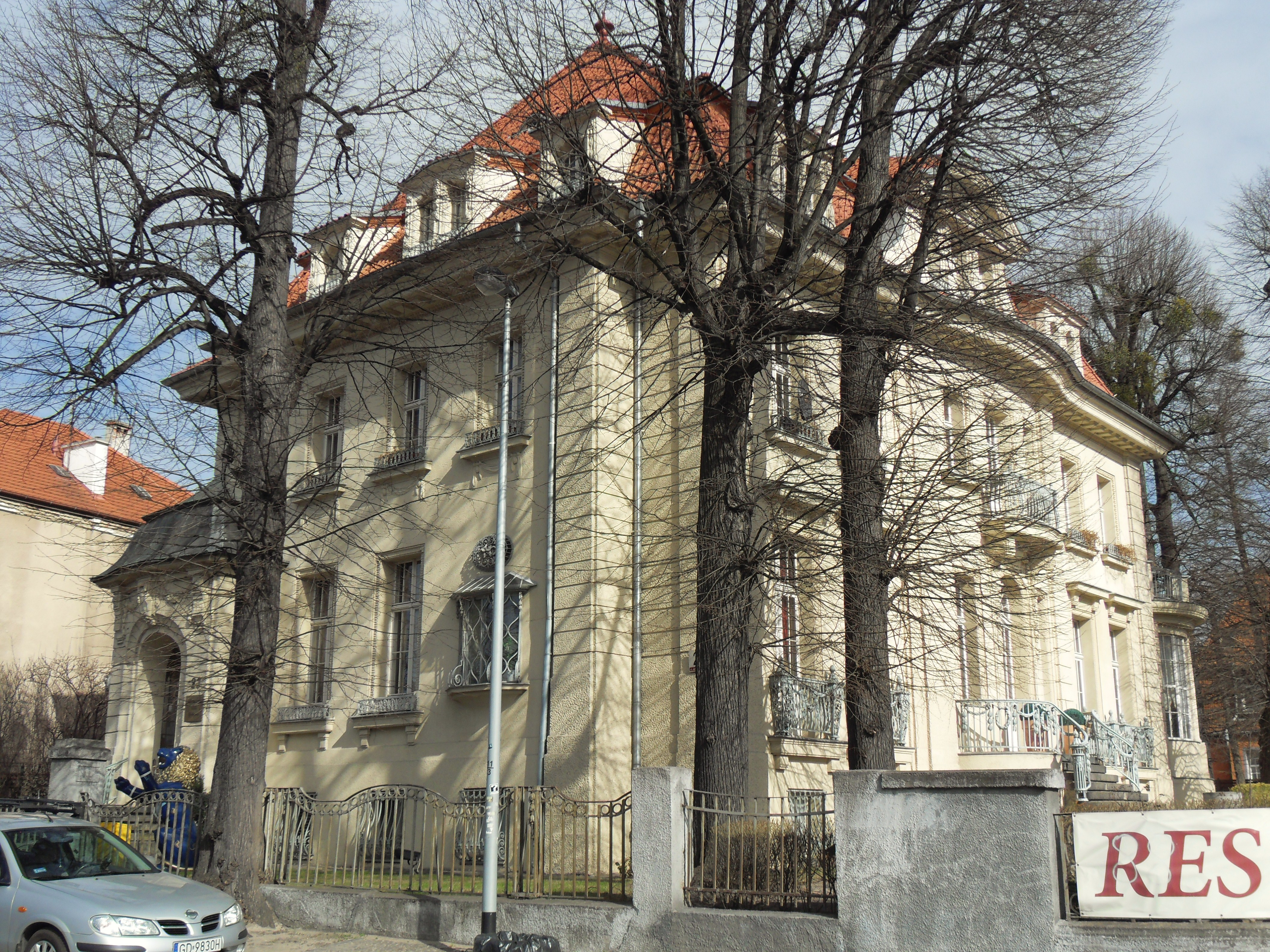
Willa Patschkego w Gdańsku przy ul. Uphagena 23, b. siedziba kierownictwa i redakcji Radia Gdańsk (1956-2000)

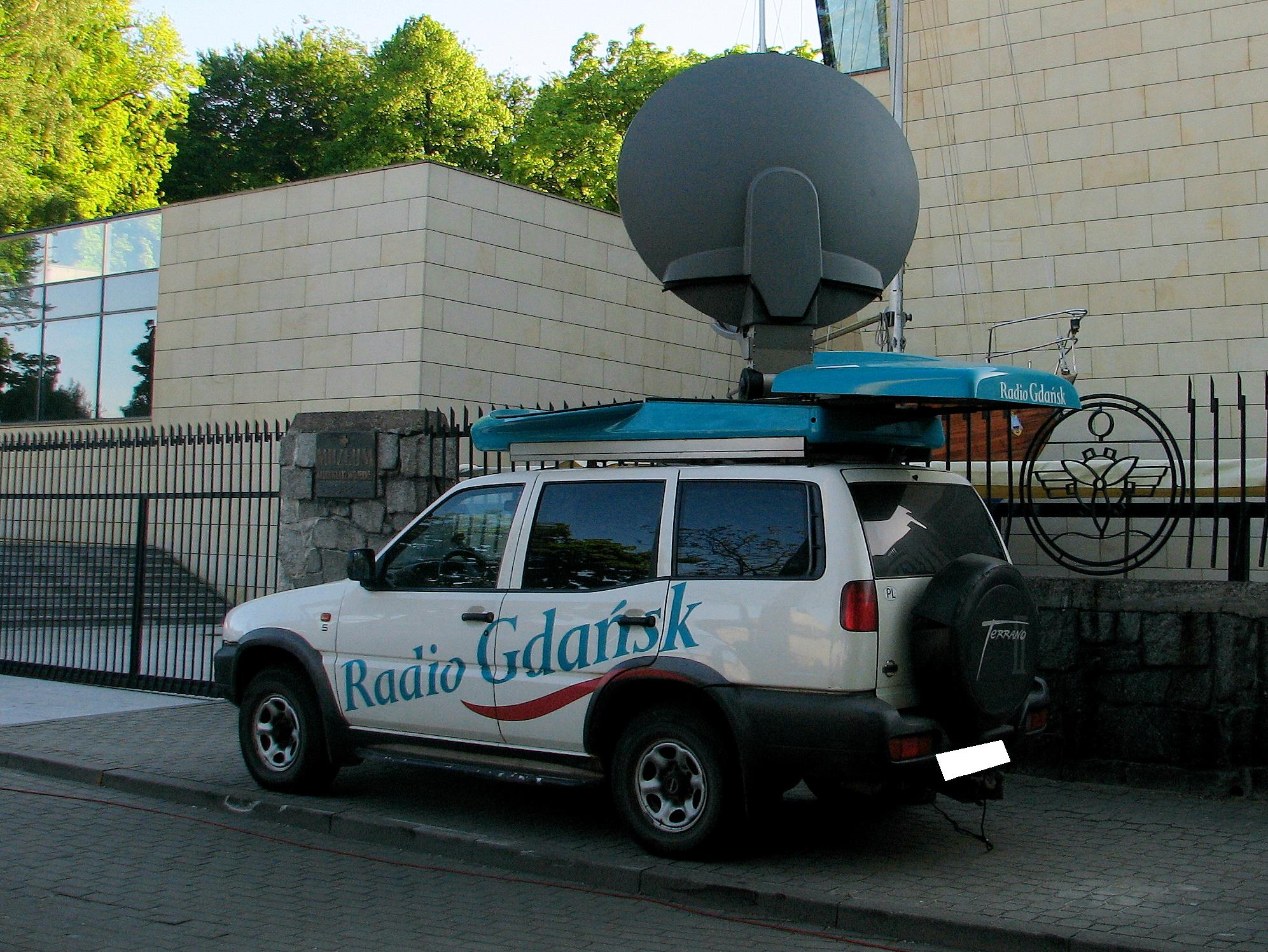
Wóz reporterski Radia Gdańsk, 2010

Polskie Radio Gdańsk (pełna nazwa: Rozgłośnia Regionalna Polskiego Radia w Gdańsku – Radio Gdańsk SA) – używa do identyfikacji antenowej nazwy Radio Gdańsk. Jest jedną z 17 samodzielnych rozgłośni publicznego Polskiego Radia realizujących odrębne programy regionalne, nadawane na teren poszczególnych województw.

## Charakterystyka
Radio Gdańsk nadaje swój całodobowy program w województwie pomorskim. Jest słyszalne także w zachodniej części województwa warmińsko-mazurskiego. Posiada korespondentów w Słupsku, Starogardzie Gdańskim, Człuchowie, Kwidzynie i Elblągu. Od 1945 do 31 maja 1975 nadawało dla województwa gdańskiego, a od 1 czerwca 1975 do 31 grudnia 1998 dla gdańskiego i elbląskiego.
O pełnej godzinie, od godziny 6:00 do północy oraz w dni powszednie o 5:30, 6:30, 7:30, 9:30 i 17:30, Radio Gdańsk nadaje serwis informacyjny. O 17:50 i 22:05 od poniedziałku do czwartku, nadawany jest serwis w języku kaszubskim – KLEKA. Latem, z myślą o turystach, dwukrotnie w ciągu dnia jest nadawany serwis w języku angielskim, niemieckim oraz rosyjskim. Osobny godzinny program po angielsku nadawany jest w piątki i soboty o 11:00 (z rozszerzoną wersją w DAB+).
Obok realizacji programu Radio Gdańsk prowadzi działalność nagraniową. Dysponuje studiami nagraniowymi, z których korzystali m.in.: zespół Vader, Myslovitz, Anita Lipnicka i John Porter, Jean-Michel Jarre, Jan Kaczmarek, Shakira.

## Częstotliwość nadawania
Radio Gdańsk nadaje analogowo na częstotliwościach:
- UKF 103,7 MHz – m.in. Gdańsk-Gdynia-Sopot, Hel, Kaszuby, Kociewie;
- UKF 102 MHz – Słupsk;
- UKF 107 MHz – Wojsk k. Bytowa (Bytów, Człuchów, Chojnice);
- UKF 106 MHz – Kwidzyn;
- UKF 91,1 MHz – Skórowo (Łeba, Lębork).

Emisję na falach średnich (600 kHz, 1304 kHz) Radio Gdańsk zakończyło w latach 70. Przez krótki okres powojenny, program Radia Gdańsk był też nadawany na falach długich – 224 kHz (od października 1945 do 1947) oraz 278 kHz (od 1947 do 15 marca 1950). Historyczne częstotliwości UKF dla Radia Gdańsk to: 70,31 MHz oraz 67,85 MHz (od 1 lipca 1990 do stycznia 2000).

## Odbiór cyfrowy
Od 2015 roku rozgłośni można słuchać na radioodbiornikach naziemnej radiofonii cyfrowej DAB+. W maju 2019 roku stacja uruchomiła drugi przekaz w tej technologii – Radio Gdańsk EN, emitujący rozszerzone wydania audycji w języku angielskim w piątki i soboty.
Radia Gdańsk można słuchać również w Internecie na stronie radiogdansk.pl. Dostępne są dwa kanały: ogólny oraz kaszubskojęzyczny.

## Słuchalność
Według badania Radio Track (wykonane przez Millward Brown SMG/KRC) za okres grudzień-maj 2021/2022, wskaźnik udziału w rynku słuchalności Polskiego Radia Gdańsk wyniósł 3,4 proc., co dało tej stacji 8. pozycję w trójmiejskim rynku radiowym.

## Historia radia w Gdańsku

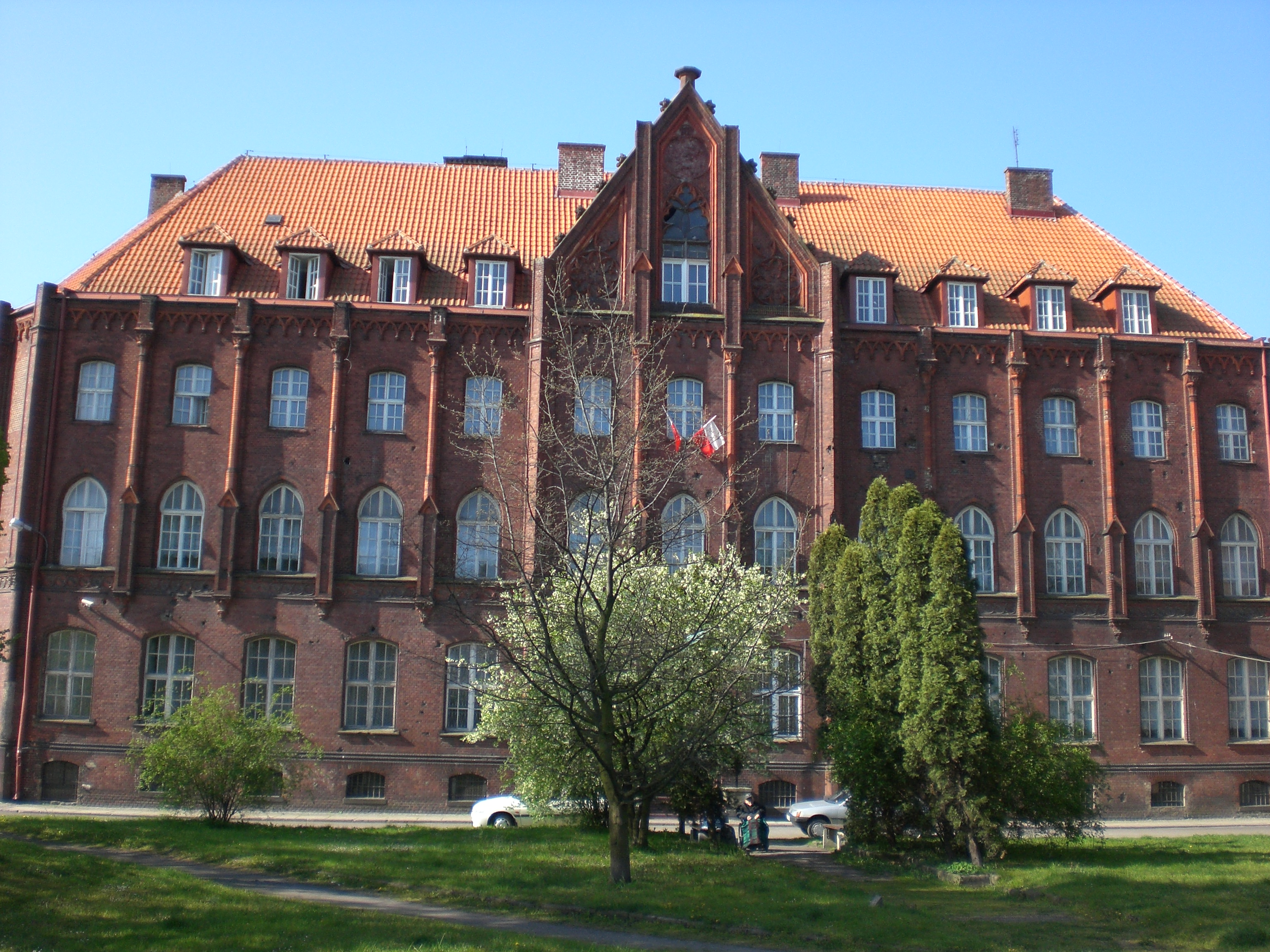
Gmach dawnej dyrekcji poczty na Targu Maślanym

### Radio w Wolnym Mieście Gdańsk
15 września 1926 rozpoczęła swoją działalność gdańska rozgłośnia radiowa. Studio nadawcze mieściło się w budynku dyrekcji poczty przy Targu Maślanym.
Nadajniki radiowe i rozgłośnia zlokalizowane były następnie na Gradowej Górze. Po wojnie ulokowano tam stację zagłuszania audycji Radia Wolna Europa.

### Polskie Radio Gdańsk

#### Studio na Wzgórzu Gradowym

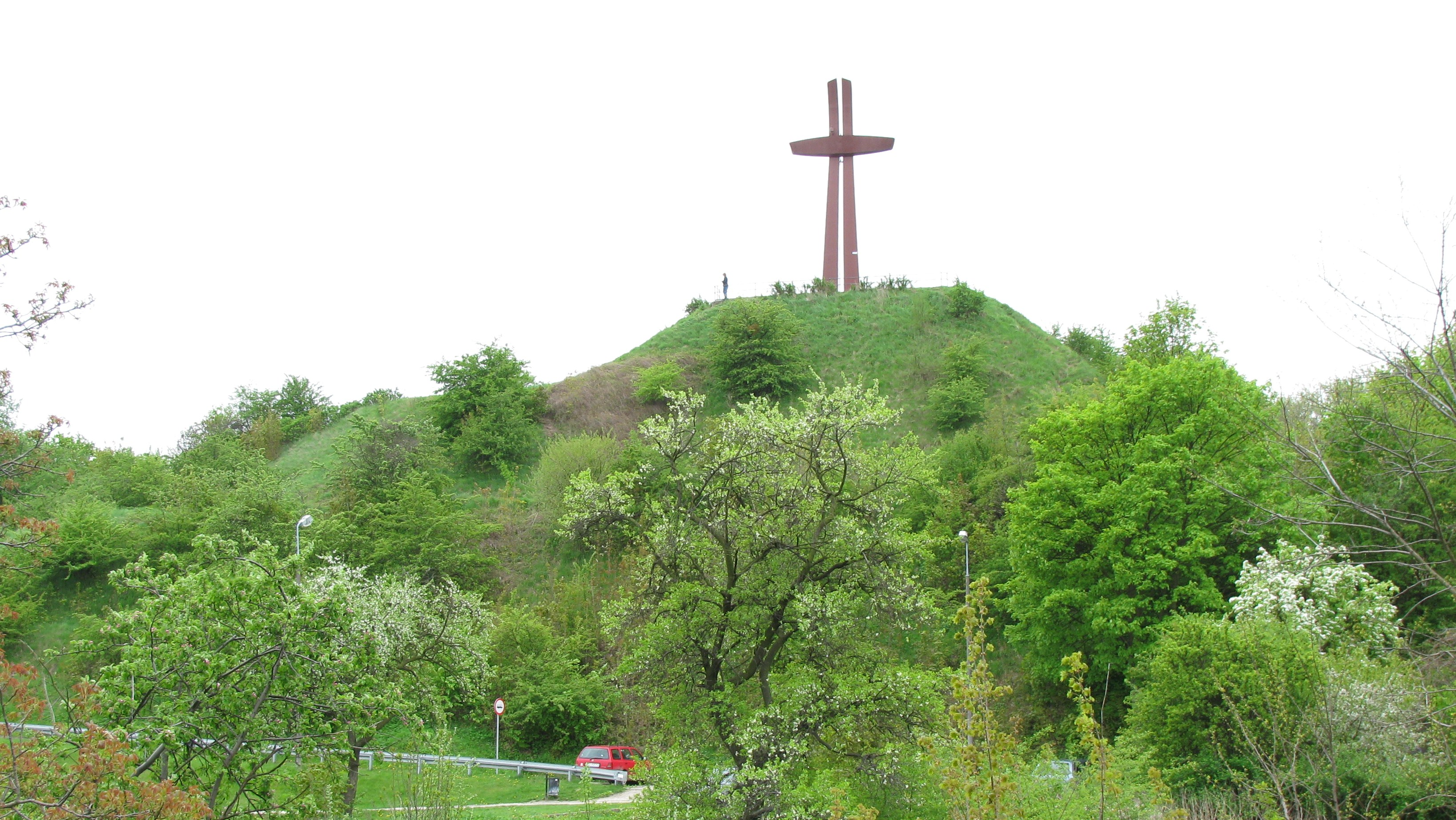
Wzgórze Gradowe

Zalążkiem powstania rozgłośni Polskiego Radia w Gdańsku była radiostacja szkoleniowa Hitlerjugend na Gradowej Górze (moc nadajnika wynosiła raptem 0,5 kW). Fakt istnienia radiostacji zgłoszono specjalnie przybyłej do Gdańska ekipie radiowej w kwietniu 1945. Zapadła decyzja o uruchomieniu na Gradowej Górze stacji Polskiego Radia. Pracę przy restaurowaniu istniejącej stacji rozpoczął inż. Hieronim Grabowski, kierownik radiostacji Polskiego Radia w Wilnie, a następnie inny pracownik wileńskiego radia, inż. Konstanty Radziwiłł. Rozgłośnia była już gotowa do działalności w maju 1945. Na miejsce przybywa pierwsza pracownik gdańskiej rozgłośni, Helena Hohendlinger, znana słuchaczom jako Ciocia Hala z audycji Polskiego Radia Wilno.
Pierwszy sygnał Polskiego Radia Gdańsk zabrzmiał 29 czerwca 1945. Była to próbna relacja z uroczystości Święta Morza. Regularne nadawanie rozpoczęło się dopiero 1 września 1945. Pierwsze studio znajdowało się na Wzgórzu Gradowym. Polskie Radio Gdańsk miało utrudnione zadanie, gdyż musiało nadawać program na terenie dość zróżnicowanym kulturowo, które w latach 1920–1939 znajdowało się na terenie trzech państw. Dodatkowo dochodzili repatrianci mający inną kulturę niż autochtoni. Kadrę w latach 40 tworzyli przeważnie ludzie młodzi, często bez żadnego doświadczenia radiowego. W wyposażeniu był jeden mikrofon oraz adapter. 22 lipca 1945 Radio Gdańsk nadało pierwszą audycje dla dzieci. We wrześniu 1945 Polskie Radio Gdańsk zaczęło nadawać na fali 1339 m. W celu zwiększenia profesjonalizmu realizacji na Politechnice Gdańskiej powstał wydział Łączności, który szkolił kadry techniczne dla radia. Oficjalnie współpraca została potwierdzona jednak dopiero w 1967. W lutym lub marcu 1946 po raz pierwszy został odegrany sygnał gdańskiej rozgłośni. 1 maja 1946 została przeprowadzona pierwsza samodzielna transmisja z obchodów 1 maja. 4 sierpnia 1946 Polskie Radio Gdańsk realizowało ogólnopolską transmisję z koncertu w Operze Leśnej w Sopocie.

#### Studio przy alei Grunwaldzkiej

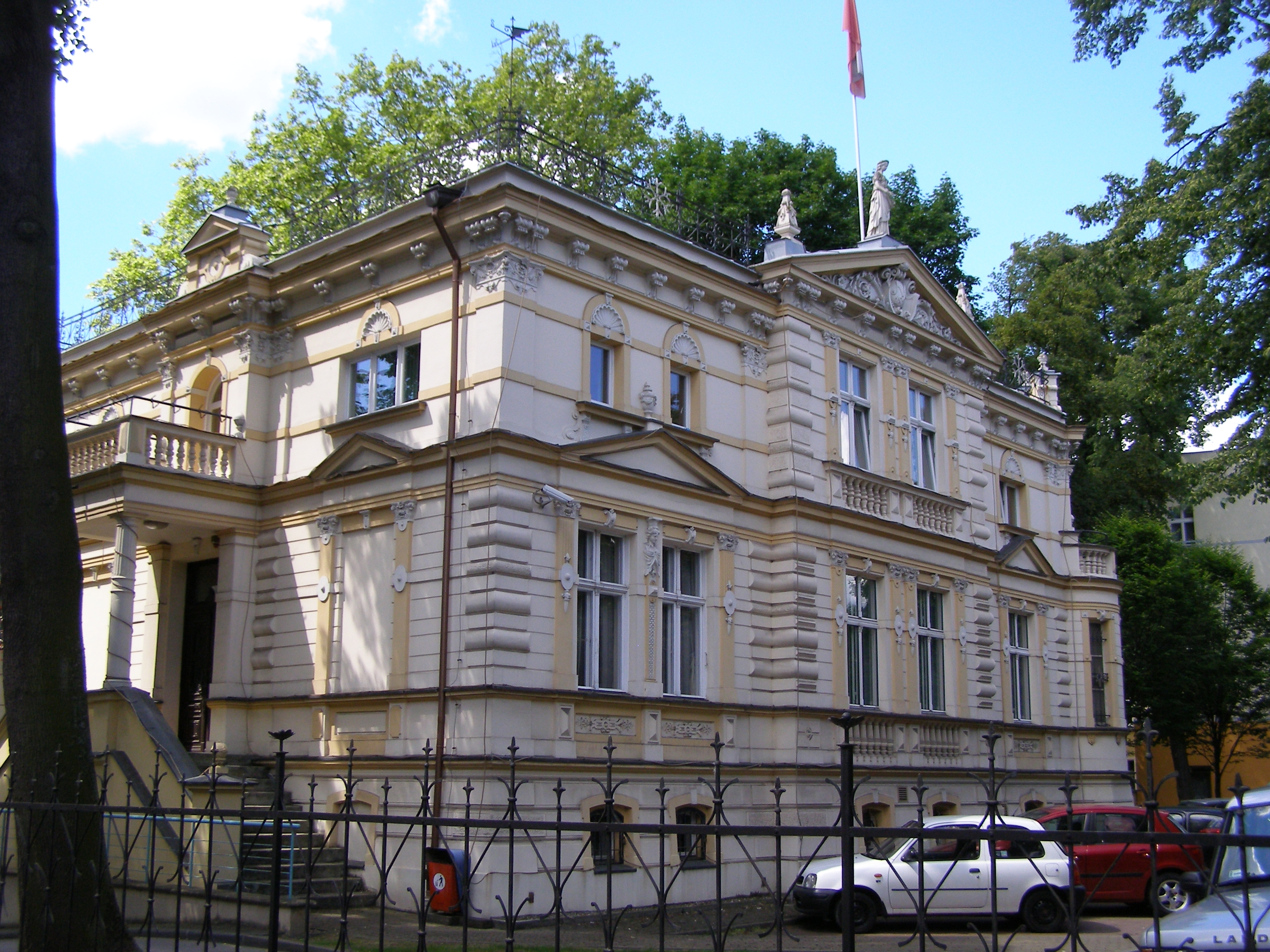
Studio przy alei Grunwaldzkiej 18 (część stara)

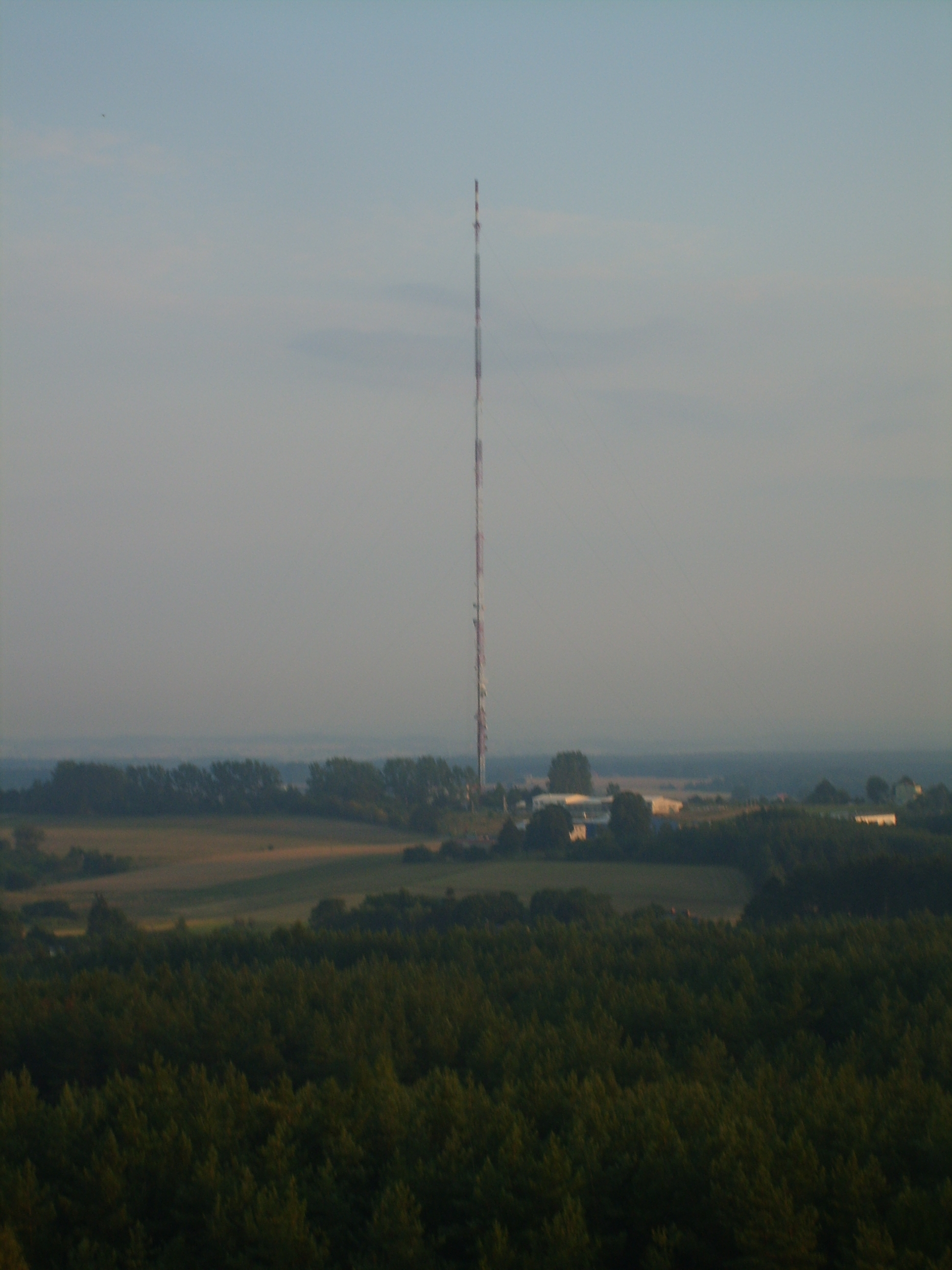
Radiowo-Telewizyjne Centrum Nadawcze Chwaszczyno

W maju 1947 Polskie Radio Gdańsk przeprowadziło się do nowego studia przy alei Grunwaldzkiej 18. Radio uzyskało magnetofon co pozwoliło na przeprowadzenia relacji odtwarzanych. Dodatkowo budynek przy al. Grunwaldzkiej posiadał studio koncertowe co pozwoliło rozszerzyć działalność radiową. 1 stycznia 1949 Radio Gdańsk otrzymało pierwszy wóz transmisyjny, zaś w tym samym roku program Radia Gdańsk wydłużono do 1 godziny dziennie, rozgłośnia otrzymuje stałe połączenie z centralą Polskiego Radia w Warszawie. 2 grudnia 1950 Radio Gdańsk wydało pierwsze nagrane taśmy.
5 czerwca 1952 Radio Gdańsk nadało pierwszą audycję satyryczną. 5 lutego 1953 zmieniono sygnał rozgłośni na kaszubską pieśń Anulko moja, utwór ten był już odgrywany z płyty. 8 maja 1953 radio zaczęło nadawać również po kaszubsku. 4 października 1954 zainstalowano nowy nadajnik SRA30/B o mocy 30 kW.
1 stycznia 1955 Polskie Radio Gdańsk zostało połączone z Polskim Radiem Szczecin. Połączenie było krótkotrwałe, jednakże pozostało nadawane wspólnie ze Szczecinem i Koszalinem Studio Bałtyk. 1 kwietnia 1956 redakcja i biura zostały przeniesiono do Willi Patschkego na ulicę Uphagena 1, gdzie wcześniej działał Konsulat Wielkiej Brytanii (-1948) a następnie Komitet Dzielnicowy PZPR Gdańsk-Wrzeszcz (1948-1956). Podczas strajków w 1956 załoga Polskiego Radia Gdańsk poparła zmiany w kraju i zaczęła relacjonować wiece w stoczni i politechnice. 12 grudnia 1957 w radio zaczął działać Klub Esperancki. 8 grudnia 1960 Radio Gdańsk zaczęło nadawać audycje również w języku esperanto.
11 września 1961 rozpoczął pracę nadajnik w Chwaszczynie. W latach 60. były plany budowy nowej siedziby w północnej części Oliwy. Zbudowany w 1967 gmach zajął jednak gdański oddział Telewizji Polskiej, natomiast radio pozostało w swojej dotychczasowej siedzibie, która została nieznacznie powiększona. 6 kwietnia 1974 uruchomiono studio nagrań stereofonicznych.
1 czerwca 1975 na skutek reformy administracyjnej Radio Gdańsk zaczęło nadawać dla województw gdańskiego i elbląskiego.
3 maja 1981 zaczęto transmitować z kościoła św. Elżbiety msze święte dla rybaków i marynarzy. Była to pierwsza transmisja Polskiego Radia z mszy świętej po II wojnie światowej.
1 grudnia 1991 Radio Gdańsk zaczęło nadawać przez całą dobę. W 1992 rozpoczęto realizacje programów przy pomocy komputera.

### Radio Gdańsk S.A.

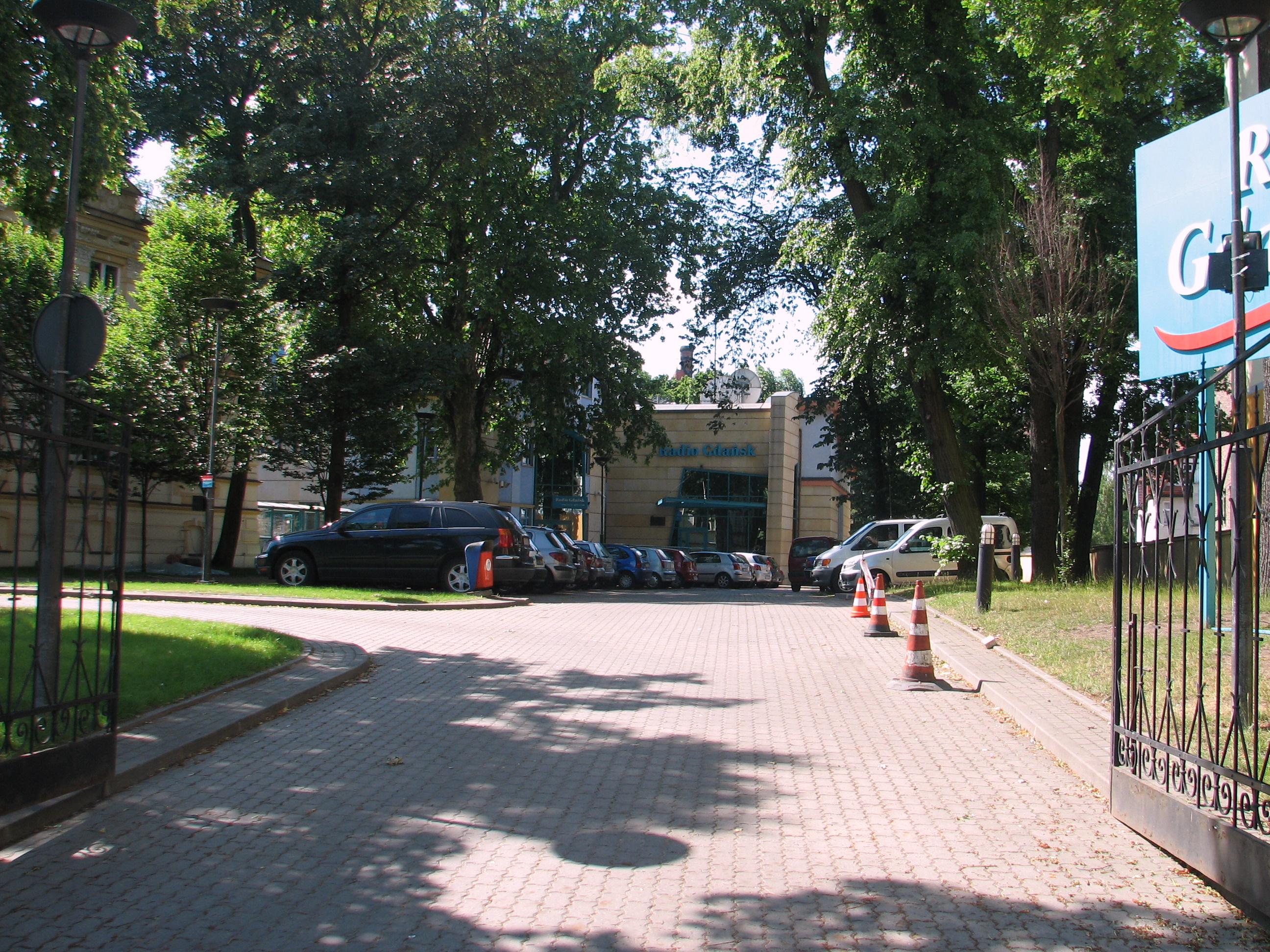
Studio przy Grunwaldzkiej 18 (część nowa)

W grudniu 1993 na podstawie Ustawy o Krajowej Radzie Radiofonii i Telewizji Publicznej został rozwiązany Komitet do spraw Radia i Telewizji. Rozgłośnia Gdańska Polskiego Radia została przekształcona w spółkę akcyjną skarbu państwa.
27 sierpnia 1996 Zarząd Radia Gdańsk podjął decyzję o budowie nowego budynku na tyłach dotychczasowego przy Grunwaldzkiej 18. W 1998 Radio Gdańsk uzyskało stały dostęp do Internetu. 25 lipca 1998 rozpoczęto budowę nowego budynku.
1 stycznia 1999 na skutek reformy administracyjnej Radio Gdańsk zaczęło nadawanie dla województwa pomorskiego oraz Elbląga. 30 czerwca 2000 oddano do użytku nowy budynek studia Radia Gdańsk. Oba budynki zostały połączone łącznikiem. W październiku 2002 radio kupiło pierwszy Wóz reporterski umożliwiający transmisję satelitarną. 18 stycznia 2003 w Gdańsku powstało pierwsze w Polsce studio do nagrywania dźwięku dookólnego. Pierwszy koncert został zarejestrowany w kwietniu. W październiku 2004 Radio Gdańsk jako pierwsza rozgłośnia w Polsce zmodernizowała wóz transmisyjny do technologii Dolby Surround.
1 lutego 2019, po raz pierwszy w swojej historii, poza programem regionalnym dla województwa pomorskiego, Radio Gdańsk rozpoczęło emisję programu lokalnego, poprzez rozszczepienie sygnału w Słupsku na częstotliwości 102 MHz.
W 2020 radio odnotowało zysk w wysokości ponad pół miliona złotych, wobec 2,4 mln zł straty w 2019. Łączne wpływy spółki wyniosły 21,35 mln zł, z czego sprzedaż reklam wyniosła 4,25 mln zł, wpływy z abonamentu RTV 9,93 mln zł i blisko 8 mln zł z rekompensaty niskich wpływów z abonamentu.
W 2015 za długoletnią i pełną zaangażowania współpracę z Uniwersytetem Gdańskim z okazji jubileuszu 70-lecia Radia Gdańsk, Redakcji Radia Gdańsk otrzymała Brązowy Medal Uniwersytetu Gdańskiego „Bene merito et merenti”.

### Prezesi
- Andrzej Trojanowski (1993–2002)
- Tomasz Krankowski (2002–2006)
- Dariusz Wasielewski (2006–2011)
- Lech Parell (2011–2016)[38]
- Andrzej Liberadzki (2016–1 marca 2018)[39]
- Grzegorz Sielatycki (1 marca 2018)[39]
- Dariusz Wasielewski (7 czerwca 2018–23 września 2019)[40]
- Adam Chmielecki (23 września 2019–29 grudnia 2023)[41]
- adw. Paweł Kusak (29 grudnia 2023–23 stycznia 2024, jako likwidator spółki)
- Krzysztof Lodziński (od 23 stycznia 2024, likwidator spółki)[42]

## Współpraca naukowo-badawcza
Już od 1945 Radio Gdańsk współpracuje z Politechniką Gdańską. W 1967 współpraca została oficjalnie potwierdzona. 19 maja 1973 została zawarta obustronna umowa dająca radiu możliwość wdrażania prac badawczych Wydziału Elektroniki Zakładu Inżynierii Dźwięku i Obrazu.